# Земя Адели
Земя Адели (на френски: Terre Adélie; на английски: Adélie Land) е територия от Източна Антарктида, простираща се между 66°15’ и 66°45’ ю.ш. и 136°10’ и 142° и.д., покрай Индоокеанския сектор на Южния океан. На запад граничи със Земя Уилкс (нос Пуркуа-Па), а на изток – със Земя Виктория (нос Олдън).

## Географска характеристика
Бреговата линия на Земя Адели, с дължина около 350 km е слабо разчленена и попада в акваторията на море д’Юрвил. По цялото крайбрежие има три по-характерни залива – Виктор на запад, Пайнер и Мариен на изток. В района на залива Пайнер са разположени малката група острови Жеоложи. Земя Адели е изцяло е покрита с континентален леден щит, дебелината на който на юг надхвърля 2500 m. Над него стърчат отделни оголени върхове и нунатаки на малки и сравнително ниски крайбрежни планини и възвишения с височина до 1000 m. От крайбрежните ниски планини и възвишения към морския бряг се „вливат“ малки и сравнително къси за мащабите на Антарктида континентални ледници. От запад на изток се редуват ледниците: Командан Шарко, Льотар, Астралабия и Зеле. 

## Историческа справка
Земя Адели е открита на 20 януари 1840 г. от френската акспедиция под ръководството на Жул Дюмон-Дюрвил, който наименува новооткрития участък от крайбрежието на Антарктида в чест на своята съпруга Адели Дюмон-Дюрвил. В продължение на няколко дни французите откриват изследват и топографски заснемат голяма част от крайбрежието. На 12 януари 1956 г. на брега на Земя Адели, на 66°40′ ю. ш. 140°01′ и. д. / 66.666667° ю. ш. 140.016667° и. д. е открита френската антарктическа станция „Дюмон-Дюрвил“, която функционира, и от която целия периметър на Земя Адели е тотално изследван и картиран от френските изследователи.